# Estremadura
Estremadura är en historisk provins i mellersta västra Portugal vid Atlanten.
Under medeltiden omfattade Estremadura dagens distrikt runt Aveiro, Coimbra, Leiria, Lissabon, Santarém och Setúbal. Efter indelningsreformen 1936, blev Estremadura mindre och bestod då av dagens distrikt runt Leiria, Lissabon och Setúbal.
Estremadura är bland annat känt för sin vinproduktion.
Landskapet gränsar i väst till Atlanten, i norr till Beira Litoral, i öst till Ribatejo och Alto Alentejo och i söder till Baixo Alentejo.

## Viktiga städer
- Lissabon
- Setúbal
- Torres Vedras
- Caldas da Rainha
- Peniche
- Amadora

## Bilder

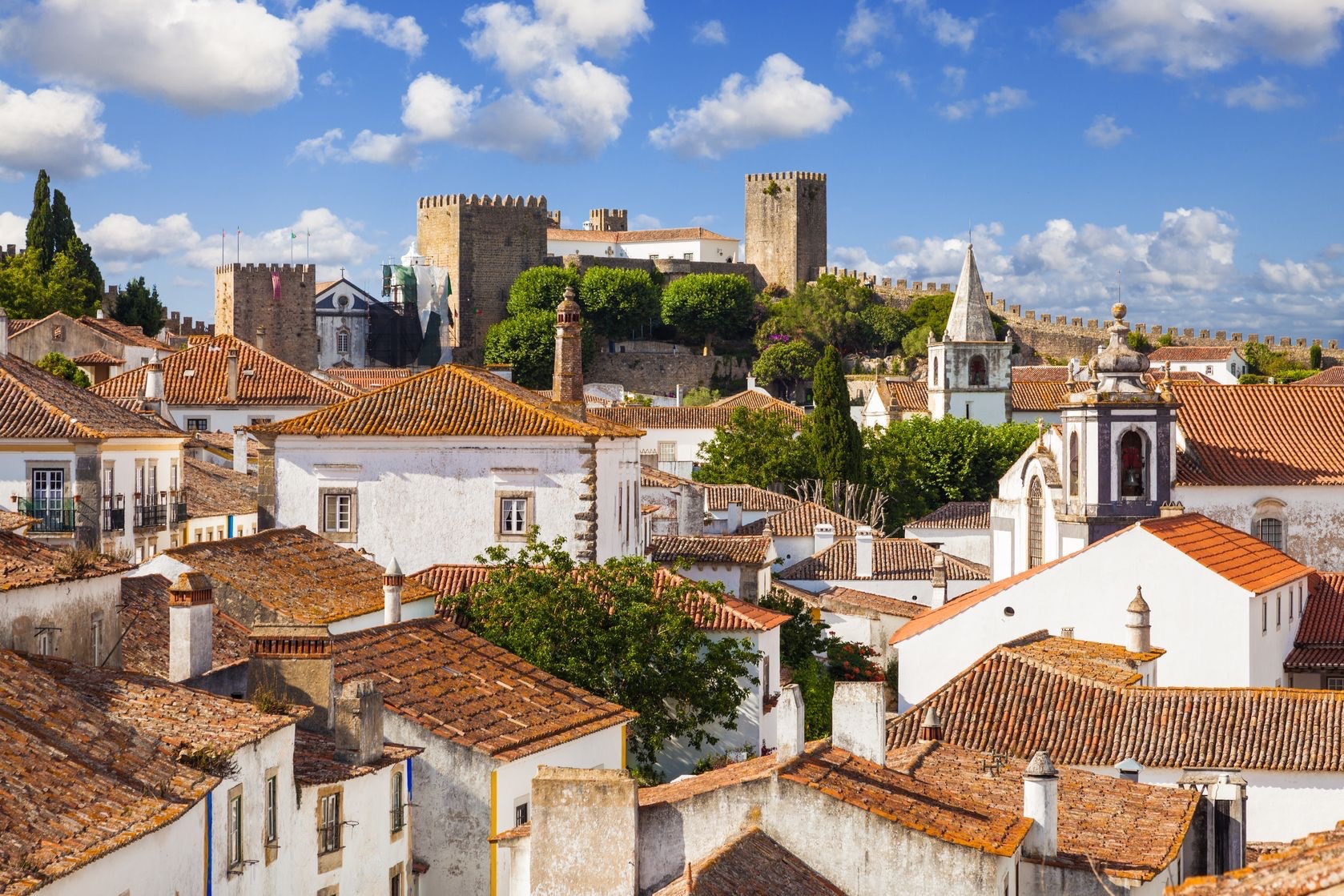
Óbidos
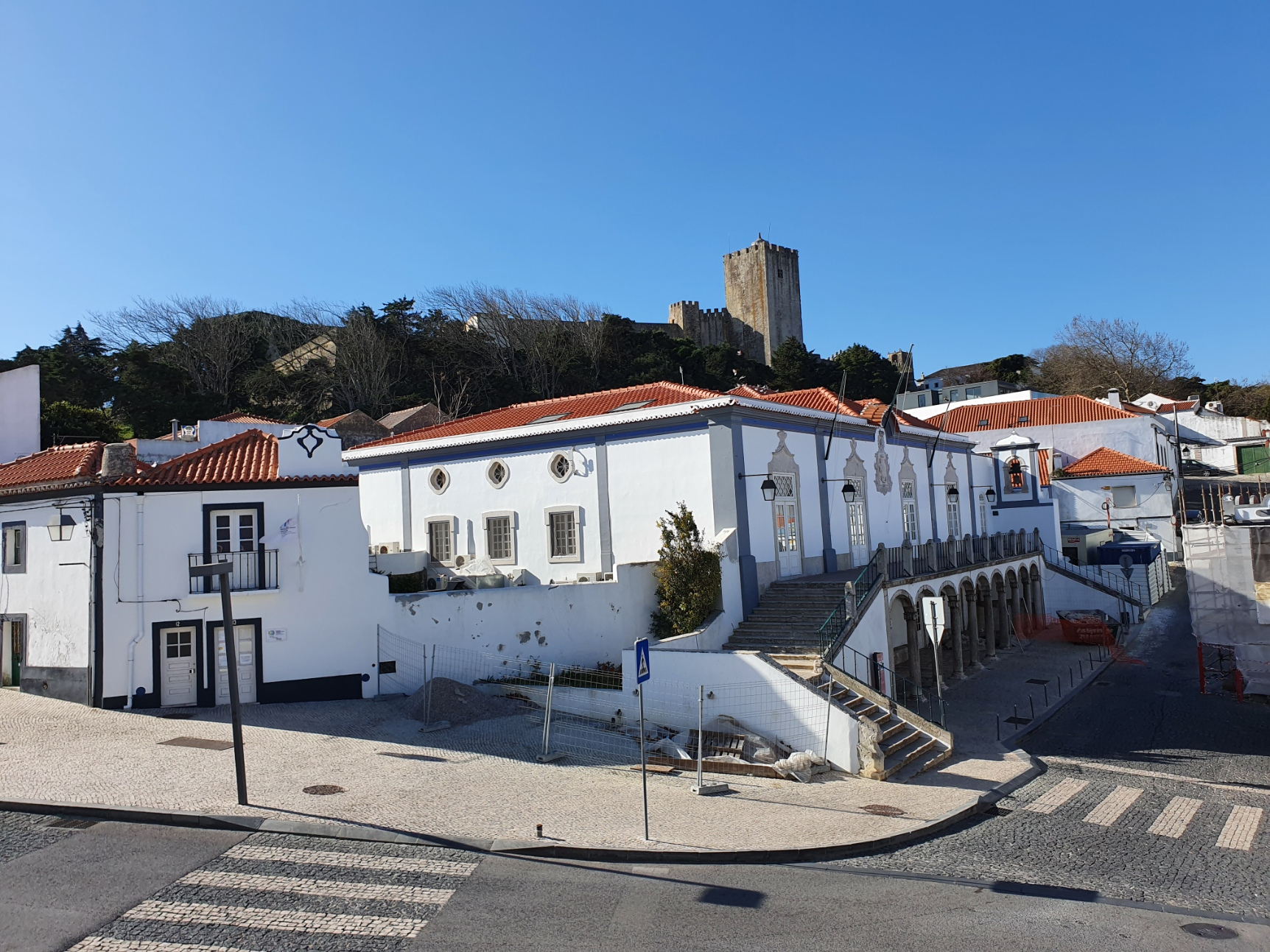
Palmela
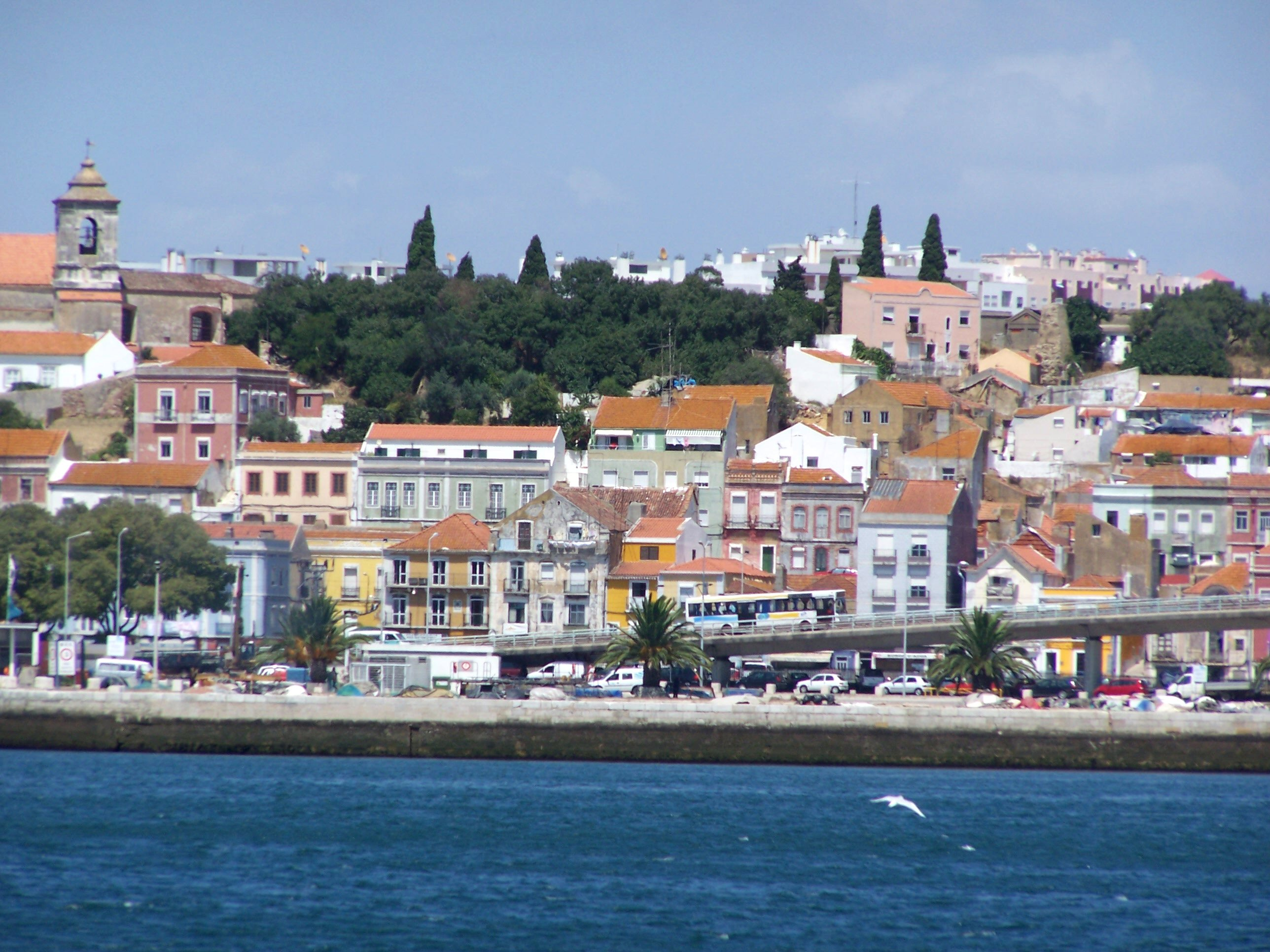
Setúbal
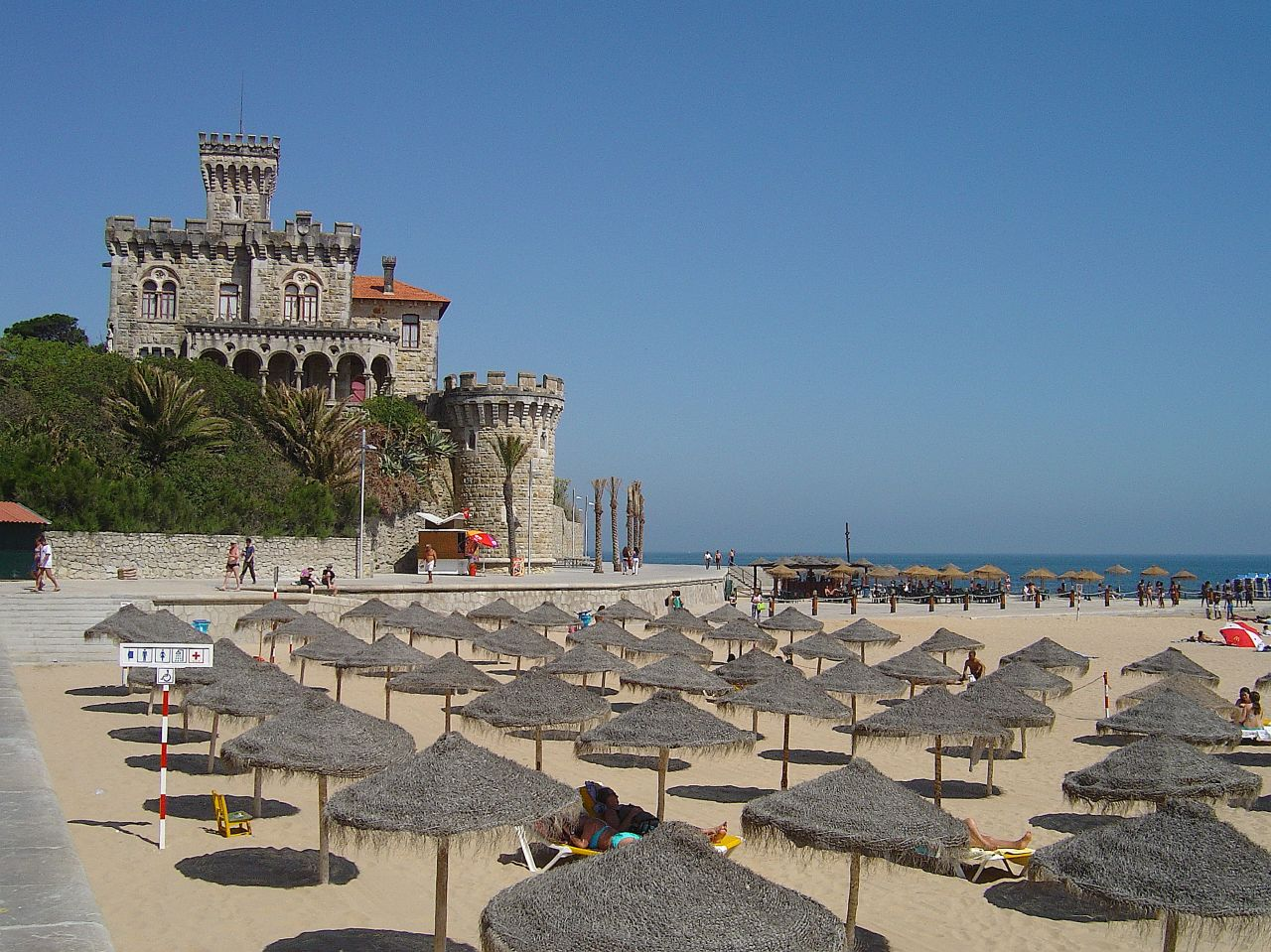
Estoril
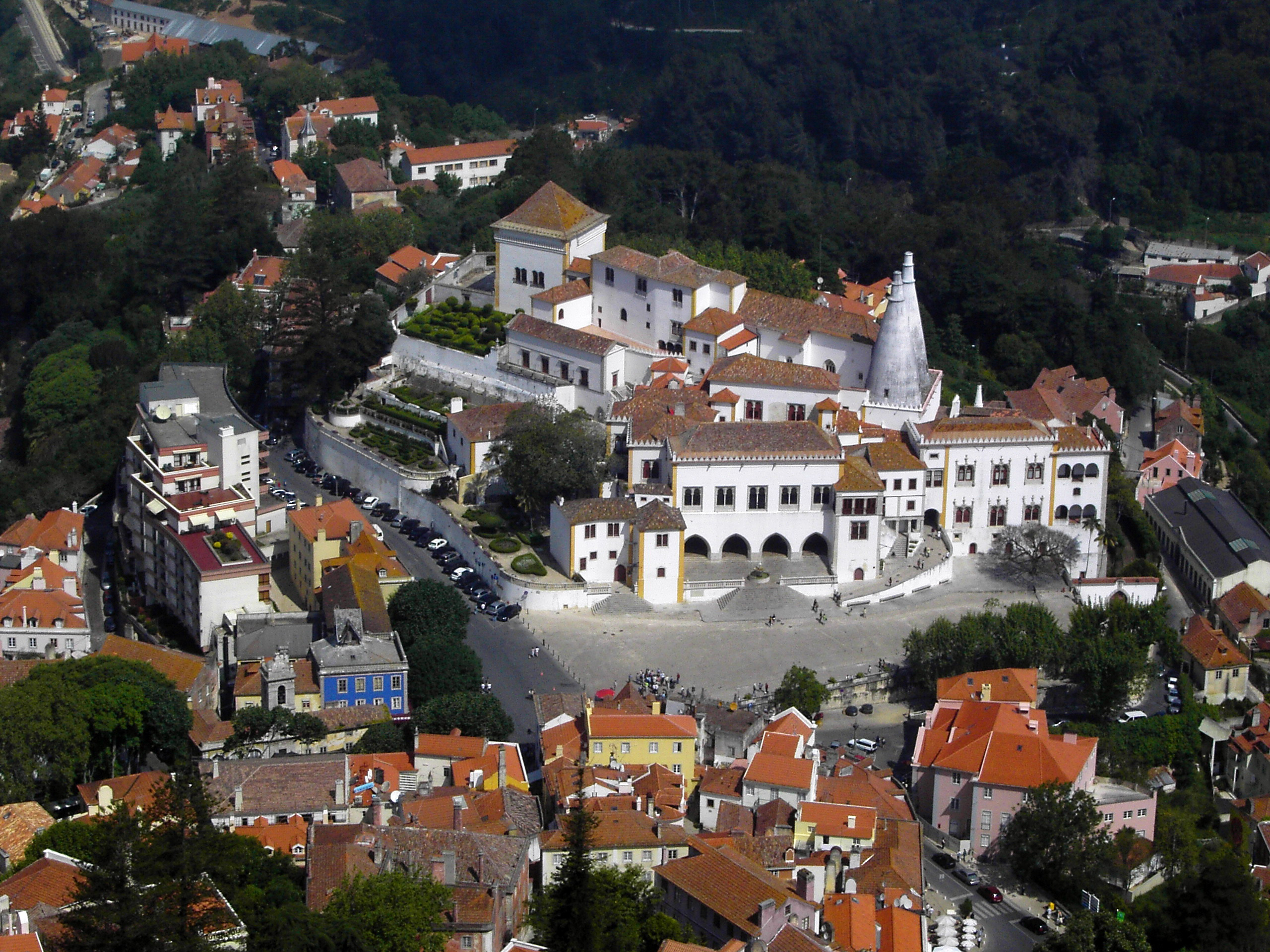
Sintra
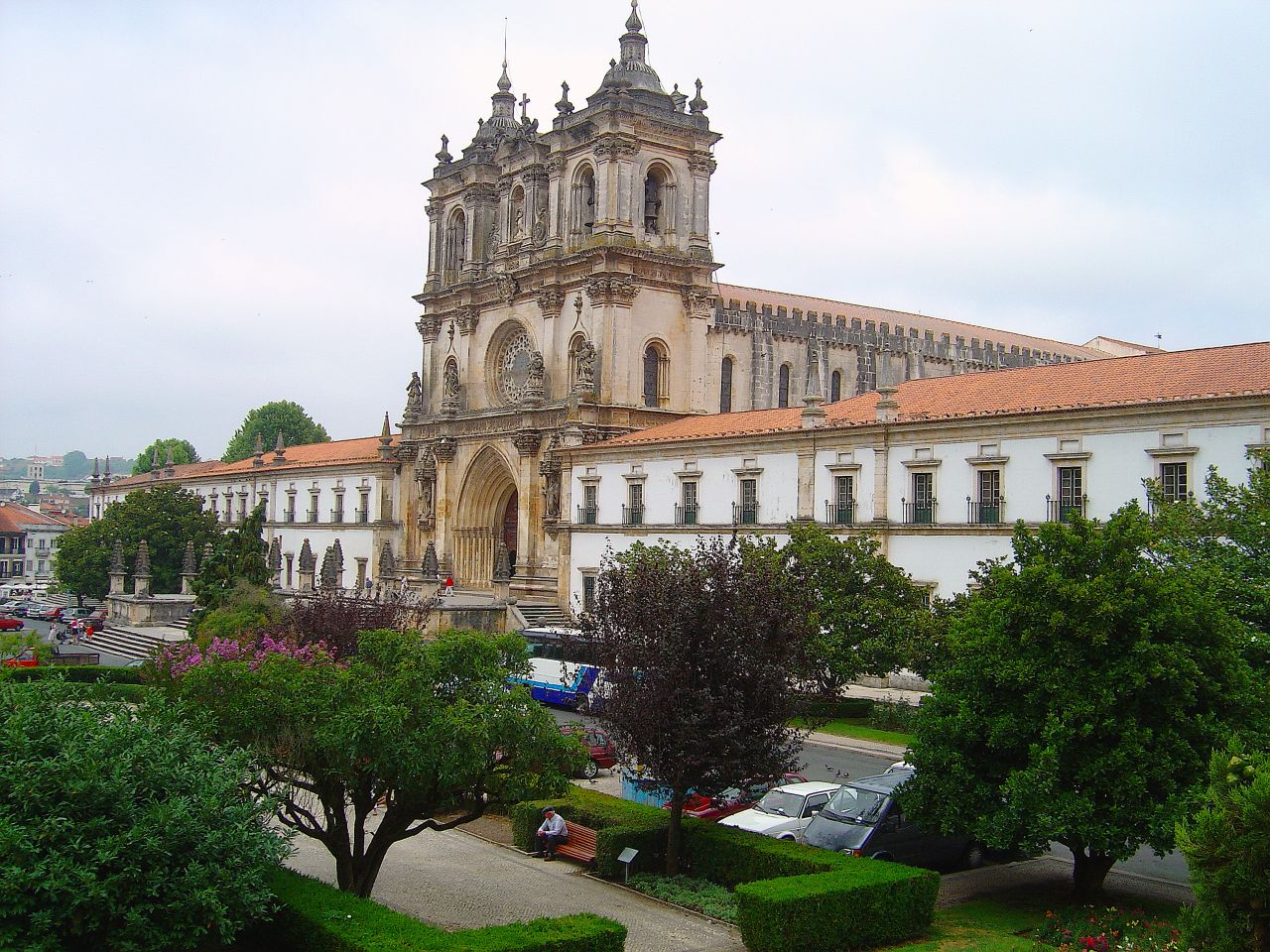
Alcobaça
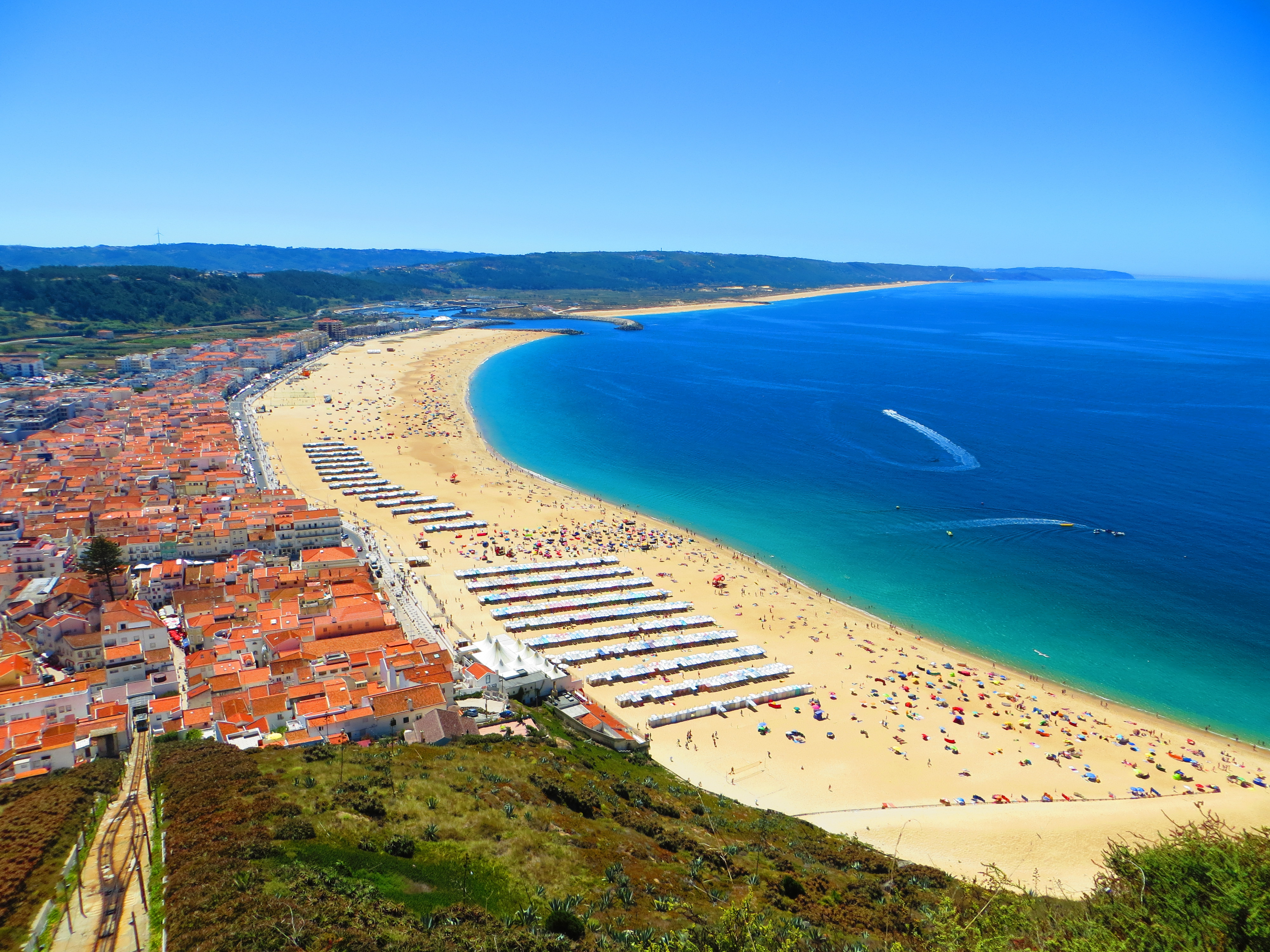
Nazaré
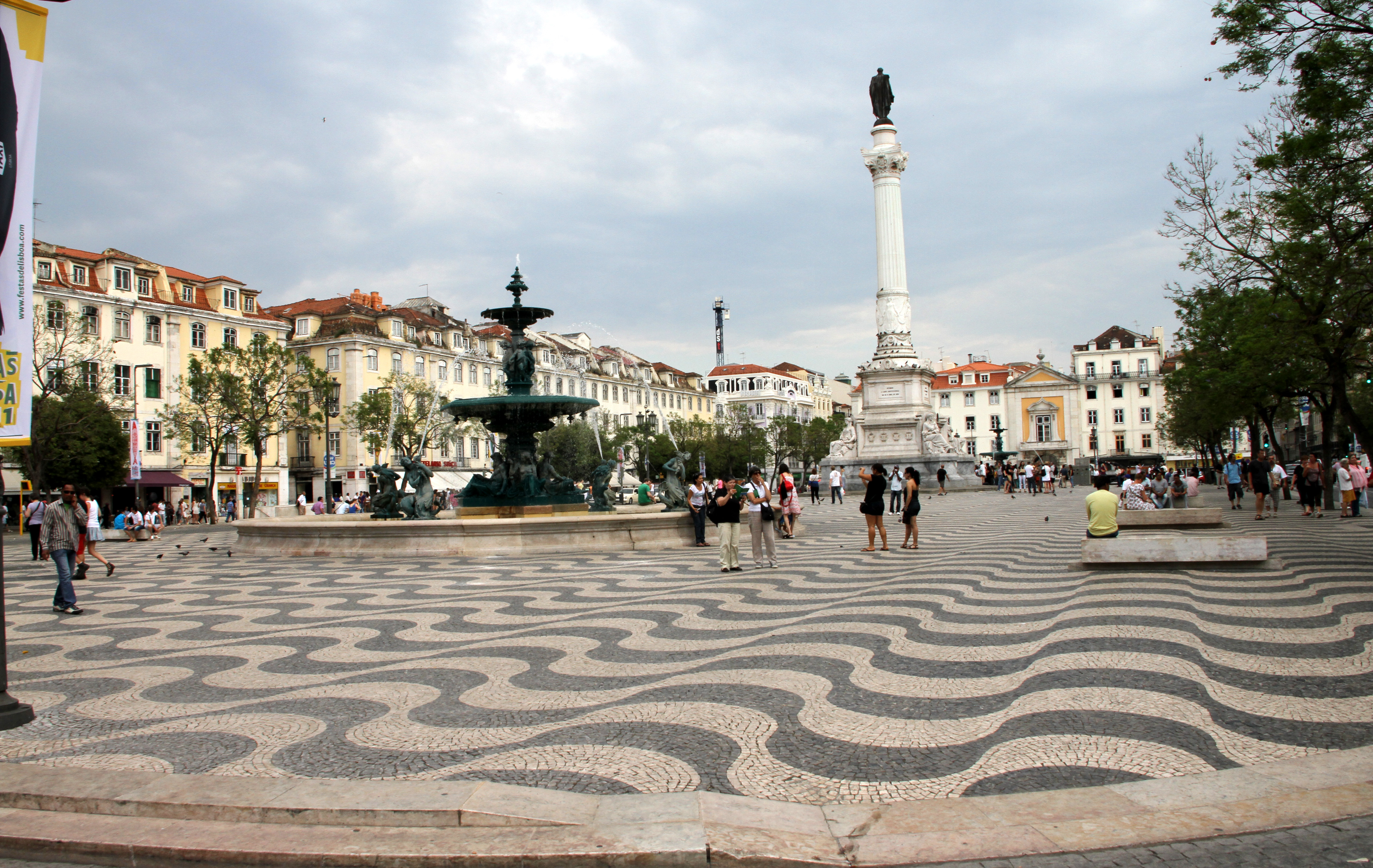
Lisboa
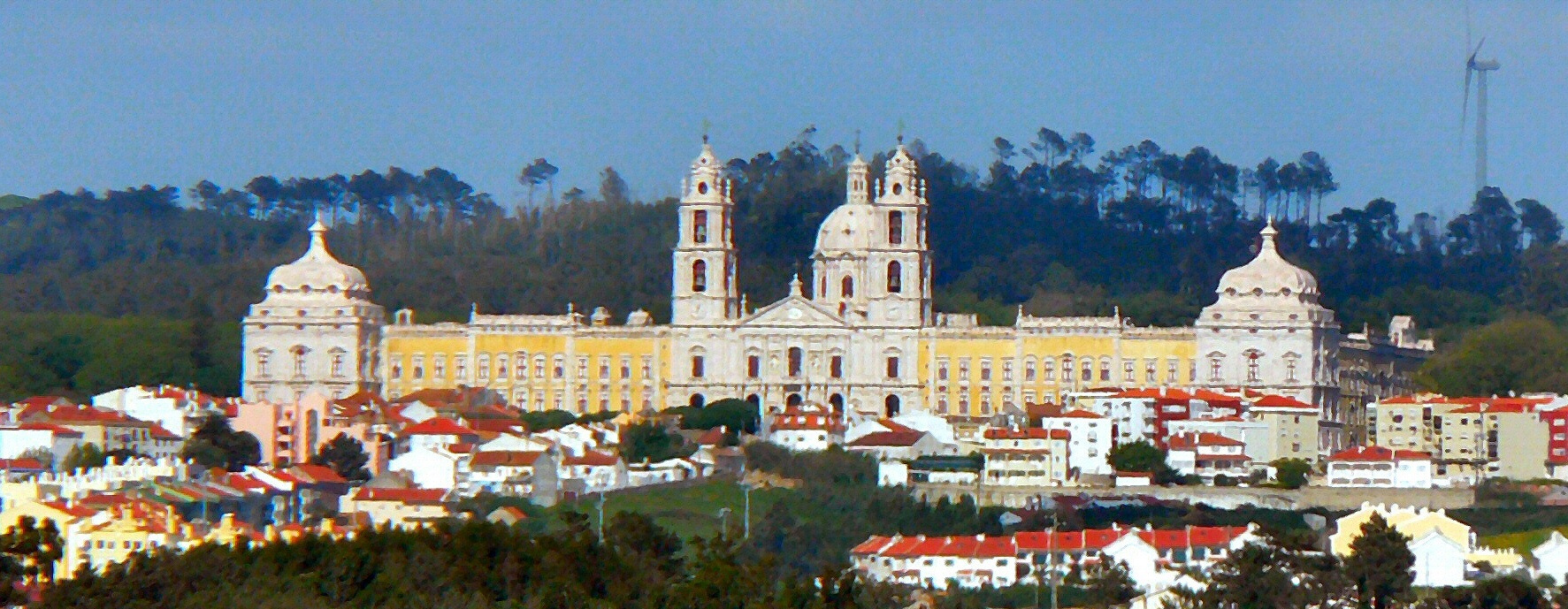
Mafra
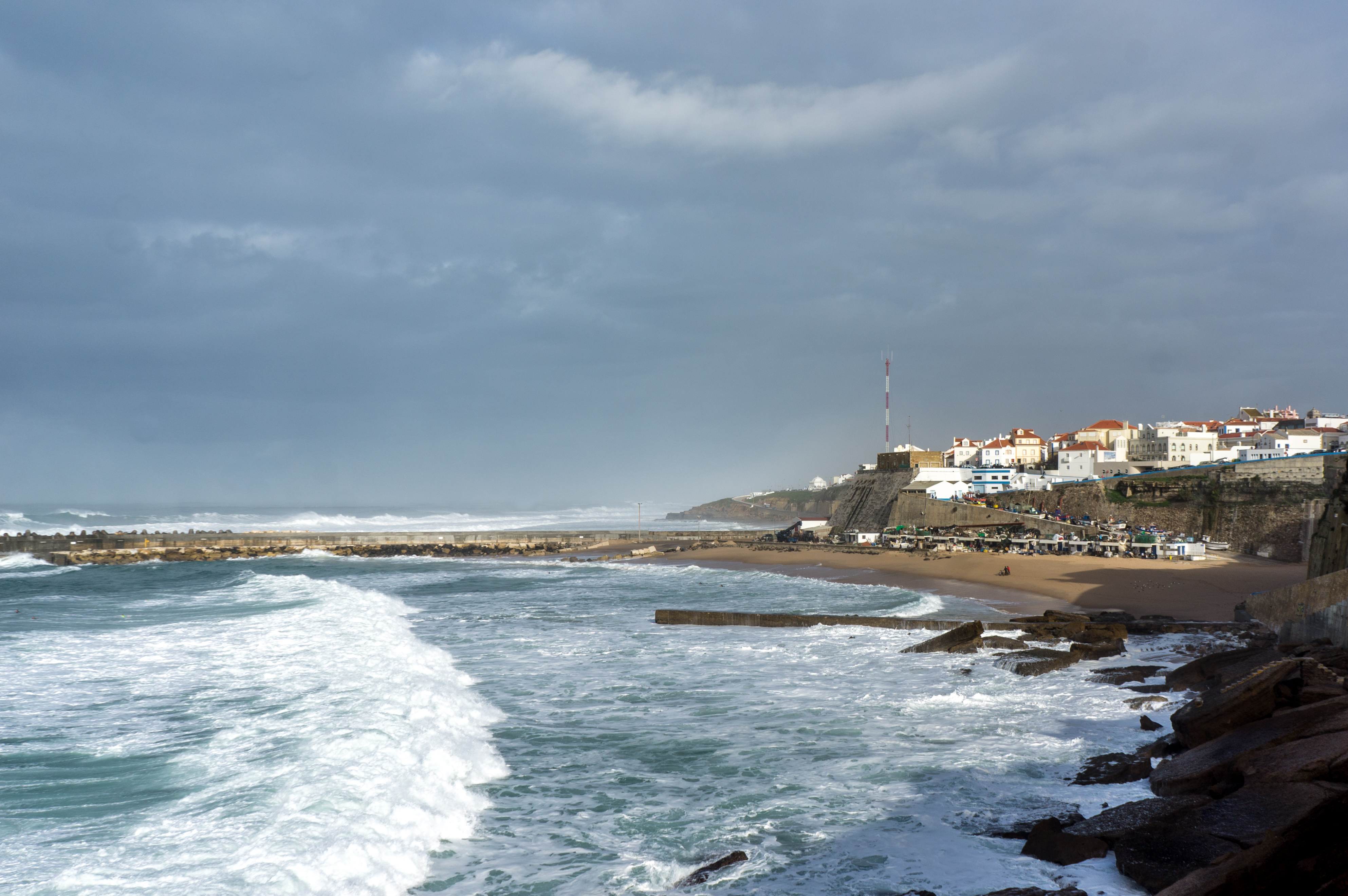
Ericeira
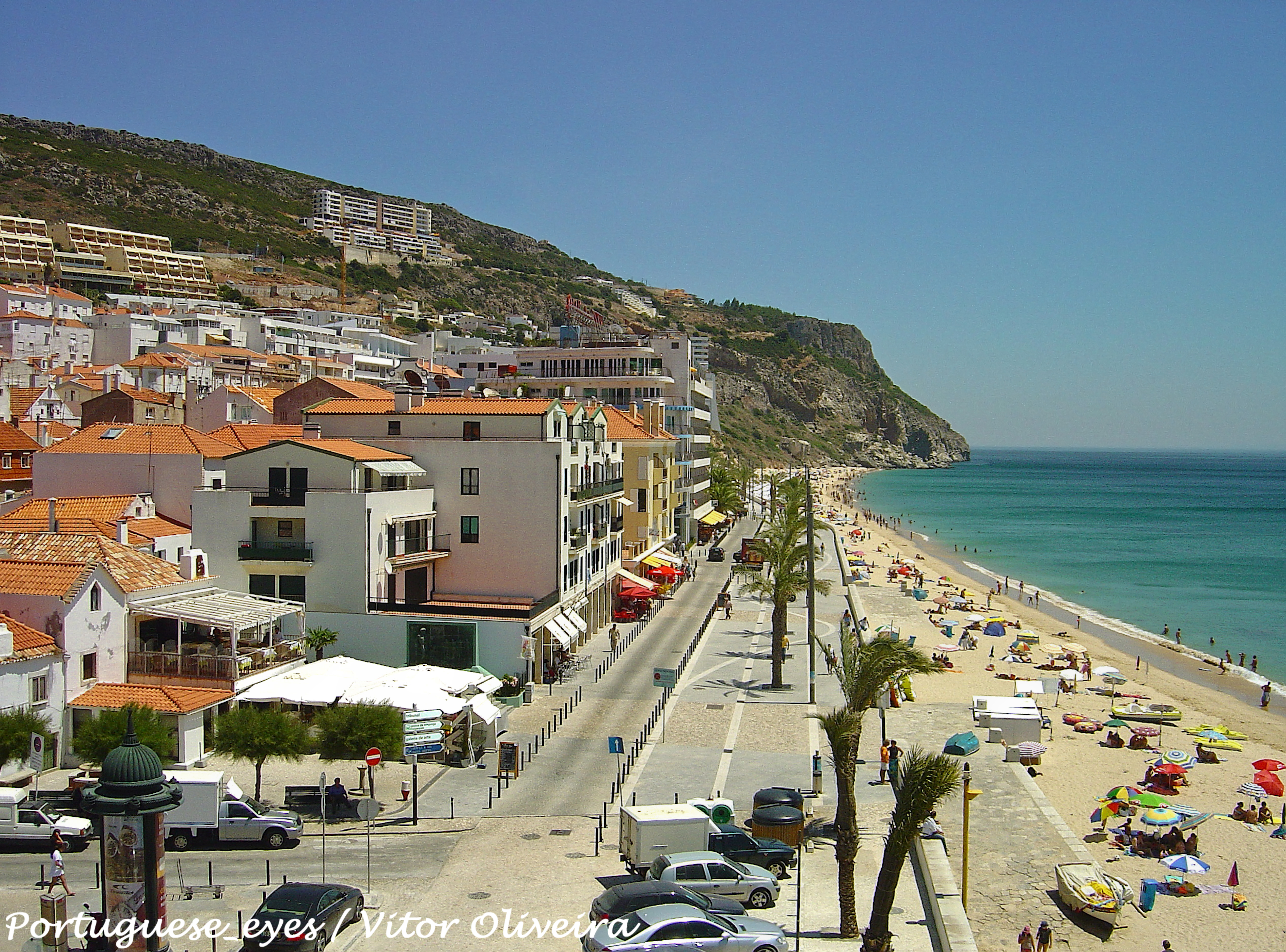
Sesimbra
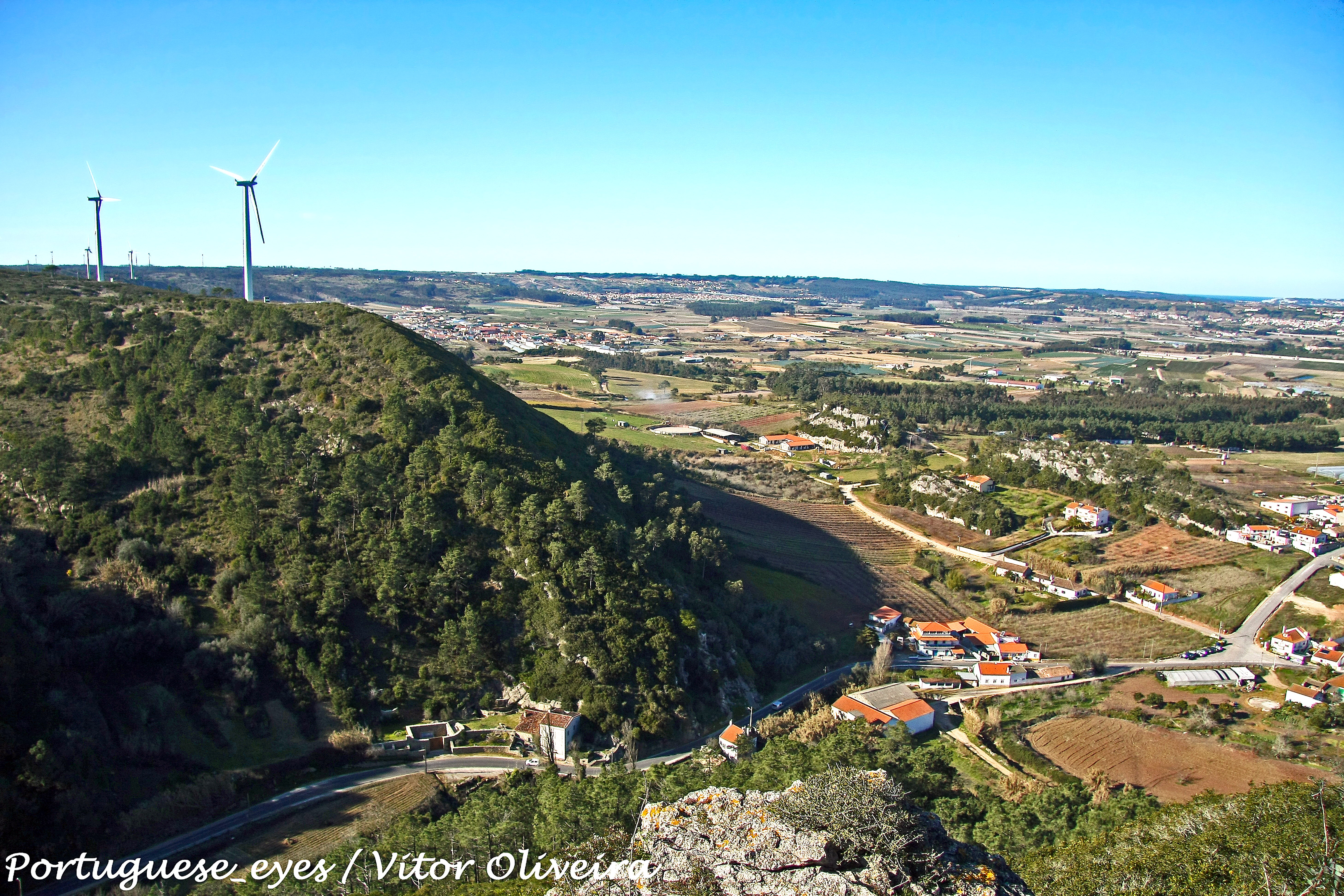
Bombarral
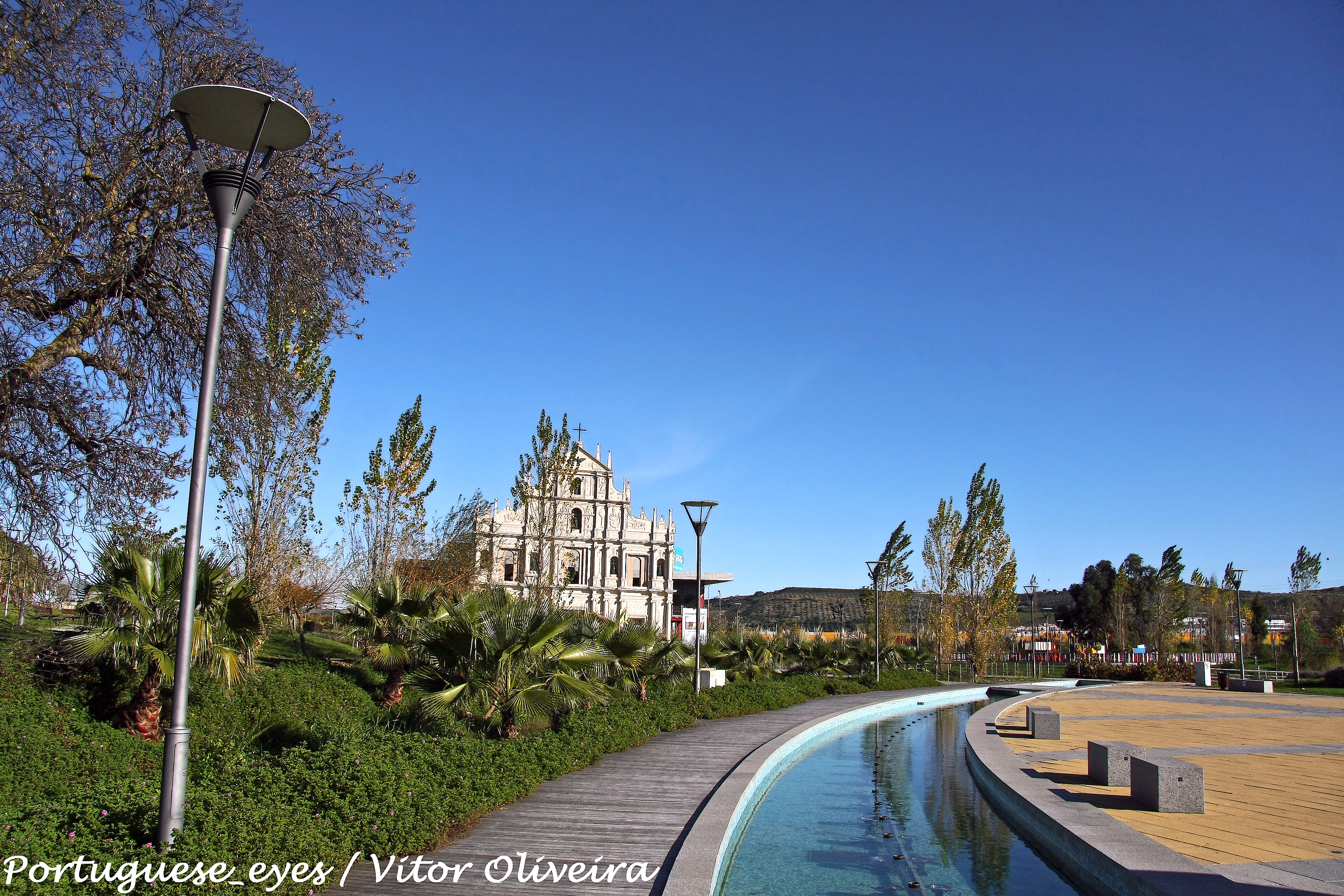
Loures
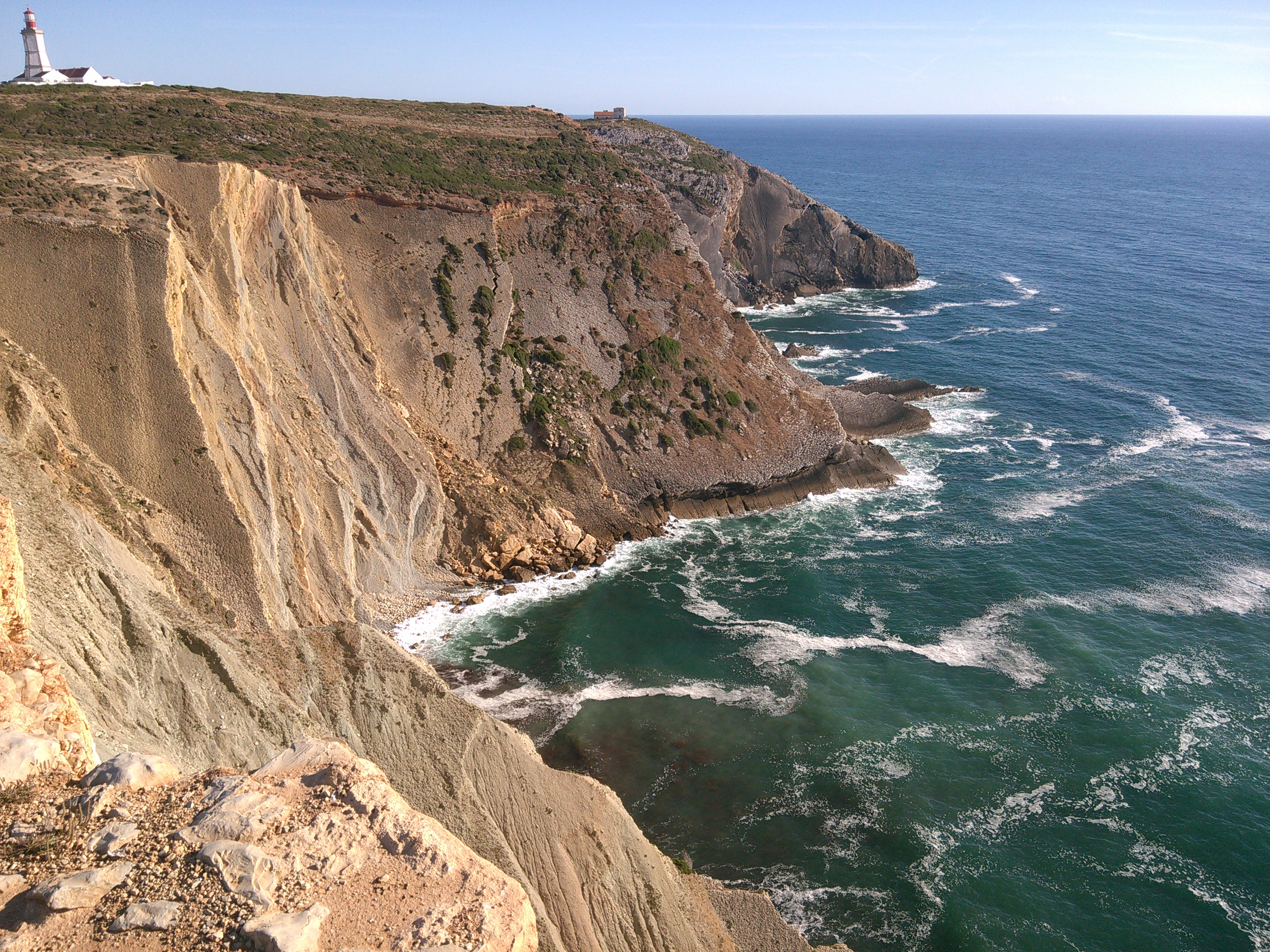
Cabo Espichel